# Clive Branson
Clive Ali Chimmo Branson (1907–1944) fue un artista y poeta británico, y un activo militante comunista durante la década de 1930. En la actualidad, muchas de sus obras se encuentran en la Tate Gallery.

## Biografía
Fue un importante activista comunista que se dedicó a reclutar combatientes para las Brigadas Internacionales que apoyaron al bando republicano (el Frente popular) en la guerra civil española. El mismo luchó en el frente desde enero de 1938 hasta que fue capturado por el bando nacional (ejército del general Franco) en Calaceite, el 31 de enero de 1938. Hecho prisionero de guerra, fue recluido en el Campo de concentración de San Pedro de Cardeña. Allí aprovechó su tiempo realizando bocetos del campo y de muchos de los internos por encargo de las autoridades del centro. Algunos de sus trabajos se conservan en el Marx Memorial Library de Londres.
Durante la Segunda Guerra Mundial, Branson combatió con el ejército británico en Birmania, ocupada por Japón. El 25 de febrero de 1944, cayó mortalmente herido mientras servía como sargento en el Cuerpo blindado del Ejército Británico, ya al final de la batalla de Sinzweya.
En 1933 había contraído matrimonio con Noreen Browne (16 de mayo de 1910 – 25 de octubre de 2003). Su hija es la pintora Rosa Branson (n. 1933), prima segunda del magnate Richard Branson.